# Friedrich Warzok
Friedrich Warzok (ur. 21 września 1903 w Rogówku, miejsce i data śmierci nieznane) – członek SS, Hauptsturmführer, komendant obozów pracy dla Żydów w powiecie złoczowskim oraz obozu janowskiego we Lwowie, zbrodniarz hitlerowski.

## Życiorys
Urodził się w Rogówku (niem. Rogowken). Z zawodu był murarzem. W latach 1922–1927 był związany ze środowiskiem skrajnie prawicowej Marine-Brigade Ehrhardt. Później pracował jako handlowiec. W 1931 wstąpił do NSDAP (nr legitymacji partyjnej 573 961) i SS (nr identyfikacyjny 23 262). W 1938 został przydzielony do regimentu policji porządkowej w Berlinie.
Jesienią 1939 roku, wkrótce po rozpoczęciu niemieckiej okupacji Polski, został przeniesiony do stacjonującego w Warszawie pułku Polizei-Regiment Warschau. W marcu 1940 roku został przydzielony do warszawskich struktur paramilitarnego Selbstschutzu. 13 sierpnia tegoż roku mianowano go natomiast dowódcą 4. kompanii Sonderdienstu w Chełmie.
W październiku 1941 roku został przydzielony do sztabu dowódcy SS i policji w dystrykcie Galicja. Wkrótce objął stanowisko zwierzchnika sieci obozów pracy dla Żydów, które Niemcy zorganizowali w kilku miejscowościach powiatu złoczowskiego (m.in. Lackie Wielkie, Jaktorów, Płuhów, Sasów, Złoczów). Był odpowiedzialny za całość spraw związanych z wykorzystaniem przymusowej pracy Żydów w rejonie Złoczowa. Miał opinię fanatycznego antysemity. W podległych mu obozach panowała bardzo wysoka śmiertelność, a on sam niejednokrotnie osobiście znęcał się nad żydowskimi więźniami. Uczestniczył także w likwidacji gett w powiecie złoczowskim. W pierwszej połowie 1943 roku nadzorował likwidację obozu pracy w Złoczowie.
1 lipca 1943 roku objął stanowisko komendanta obozu janowskiego we Lwowie. Wraz z jego przybyciem nieco zelżał terror, który strażnicy stosowali dotąd wobec więźniów. Między innymi Warzok zabronił esesmanom samowolnego mordowania więźniów w obrębie obozu. Eliyahu Jones przypuszczał, że owo złagodzenie obozowego reżimu było jednak wyłącznie zabiegiem dezinformacyjnym, mającym – wobec zbliżającej się likwidacji obozu – zapobiec ewentualnemu buntowi. Jednocześnie Warzok sprowadził ze Złoczowa kilku „zaufanych” Żydów, którzy stali się jego konfidentami. Konfrontację z Warzokiem zapamiętał późniejszy „łowca nazistów” Szymon Wiesenthal. Będąc na skraju wyczerpania, poprosił Warzoka, by go zabił, na co ten odmówił, mówiąc, że Żyd nie ma prawa umrzeć na własne życzenie i tylko do komendanta może należeć decyzja w tej sprawie.
Jesienią 1943 roku, gdy Warzok piastował stanowisko komendanta, przystąpiono do ostatecznej likwidacji żydowskich więźniów Janowskiej. Najpierw, około 25–26 października, ponad tysiąc mężczyzn i kobiet zabrano w rejon Lesienic i tam rozstrzelano. Następnie 19 listopada w wąwozie Piaski zamordowano wszystkich Żydów przebywających w obozie lub pracujących w jego komandach zewnętrznych, w liczbie około 4–5 tys. W styczniu 1944 roku obóz janowski został przekształcony w podobóz obozu koncentracyjnego KL Lublin na Majdanku. Warzok pozostał jego komendantem. W lipcu 1944 roku, na krótko przed zajęciem Lwowa przez Armię Czerwoną, wraz z więźniami ewakuował się na zachód. W 1945 roku pełnił służbę w obozie koncentracyjnym KL Neuengamme.
Jego dalsze losy są nieznane. Po zakończeniu wojny został sądownie uznany za zmarłego. Według niepotwierdzonych informacji miał jednak w 1947 roku zbiec przez Rzym do Egiptu, gdzie jakoby ukrywał się przez resztę życia.